# Myctophum ovcharovi
Myctophum ovcharovi är en fiskart som beskrevs av Tsarin, 1993. Myctophum ovcharovi ingår i släktet Myctophum och familjen prickfiskar. Inga underarter finns listade i Catalogue of Life.